# مؤسسه تحقیقات فنی و مهندسی کشاورزی

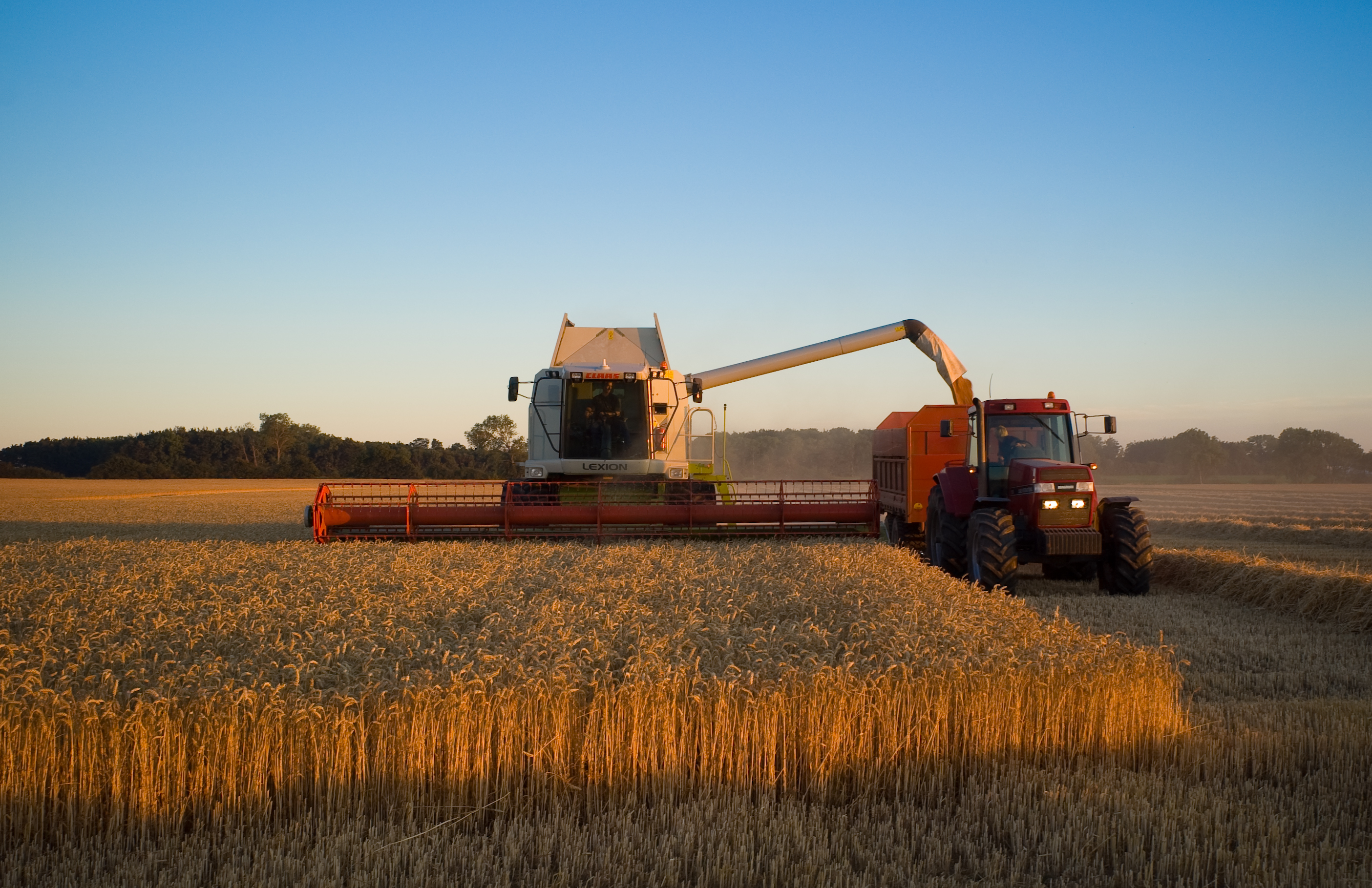
کمباین کلاس در حال برداشت گندم

مؤسسه تحقیقات فنی و مهندسی کشاورزی با هدف پاسخگویی به نیازهای پژوهشی بخش‌های اجرایی وزارت جهاد کشاورزی در حوزه فنی و مهندسی کشاورزی در سال ۱۳۶۹ راه‌اندازی شد. در حال حاضر این مؤسسه دارای ۱۵۰ نفر پژوهشگر در ستاد و بخش‌های تابعه در حوزهٔ مهندسی آبیاری، ماشین‌های کشاورزی و مکانیزاسیون، گلخانه، صنایع غذایی و فناوری‌های پس از برداشت است.
مؤسسه در ۱۴ مرکز تحقیقات و آموزش کشاورزی و منابع طبیعی شامل مراکز آذربایجان شرقی، آذربایجان غربی، اردبیل (مغان)، خوزستان (اهواز)، کرمان، اصفهان، گلستان، فارس، خراسان رضوی، همدان، سمنان (شاهرود)، مرکزی، جنوب استان کرمان (جیرفت و کهنوج) و صفی‌آباد (دزفول) دارای بخش فنی مهندسی و همچنین در شش مرکز (تهران، گیلان، هرمزگان، چهارمحال و بختیاری، خراسان شمالی و قزوین) دارای همکار تحقیقاتی است. این مؤسسه به‌منظور کاربردی نمودن نتایج پژوهش‌های انجام شده، رویکرد تقاضامحوری را در دستور کار خود قرار داده؛ به‌طوری‌که در طول چند سال گذشته ۸۰–۷۵ درصد از پروژه‌های پژوهشی انجام‌شده در مؤسسه به سفارش و درخواست بخش‌های مختلف دولتی و خصوصی بوده است.
مؤسسه دارای سه دیسیپلین تخصصی، ده بخش تحقیقاتی و بخش خدمات فنی و تحقیقاتی به شرح زیر است:
- دیسیپلین مهندسی آبیاری و زهکشی (دارای سه بخش تحقیقاتی)
- دیسیپلین مهندسی صنایع غذایی و فناوری‌های پس از برداشت (دارای دو بخش تحقیقاتی)
- دیسیپلین مهندسی مکانیک ماشین های کشاورزی و مکانیزاسیون (دارای سه بخش تحقیقاتی)
- بخش تحقیقات مهندسی گلخانه
- بخش خدمات فنی و تحقیقاتی

## مراکز تحقیقاتی استانی
مؤسسه در ۱۴ مرکز تحقیقات و آموزش کشاورزی و منابع طبیعی شامل مراکز آذربایجان شرقی، آذربایجان غربی، اردبیل (مغان)، خوزستان (اهواز)، کرمان، اصفهان، گلستان، فارس، خراسان رضوی، همدان، سمنان (شاهرود)، مرکزی، جنوب استان کرمان (جیرفت و کهنوج) و صفی‌آباد (دزفول) دارای بخش فنی مهندسی و همچنین در شش مرکز (تهران، گیلان، هرمزگان، چهارمحال و بختیاری، خراسان شمالی و قزوین) دارای همکار تحقیقاتی است.

## مجلات تخصصی
این مؤسسه دارای سه مجله علمی پژوهشی با مجوز وزارت علوم، تحقیقات و فناوری و یک مجله علمی ترویجی است.

## روسای پیشین
- مهندس عباس کشاورز ۱۳۶۷ تا ۱۳۷۴
- دکتر ابراهیم پذیرا ۱۳۷۴ تا ۱۳۷۹
- دکتر حسن رحیمی ۱۳۷۹ تا ۱۳۸۰
- مهندس عباس کشاورز ۱۳۸۰ تا ۱۳۸۲
- دکتر ارژنگ جوادی ۱۳۸۲ تا ۱۳۹۰
- دکتر سید علی شهپری ۱۳۹۰ تا ۱۳۹۳
- دکتر فریبرز عباسی ۱۳۹۳ تا ۱۳۹۹
- دکتر حسین دهقانی سانیج ۱۳۹۹ تاکنون